# Mayotte-Zwergohreule
Die Mayotte-Zwergohreule (Otus mayottensis) ist eine Eulenart aus der Gattung der Zwergohreulen (Otus). Sie ist endemisch auf der Komoren-Insel Mayotte. Constantine Walter Benson beschrieb sie 1960 als Unterart der Madagaskar-Zwergohreule (Otus rutilus). Im Jahr 2000 wurde sie jedoch als eigenständige Art anerkannt.

## Merkmale
Die Mayotte-Zwergohreule erreicht eine Größe von 24 Zentimetern, eine Flügellänge von 166 bis 178 Millimetern, eine Schwanzlänge von 80 bis 87 Millimetern und ein Gewicht von ungefähr 120 Gramm. Die Oberseite ist grau-braun  mit Strähnen und Wurmlinien gezeichnet. Das Nackenband aus hellen und dunkel gefleckten Federn ist ziemlich hervorstehend. Die Schulterfedern zeigen wenige weißliche Bereiche. Es gibt keinen hervorstehenden Schulterstreif. Die Schwungfedern sind dunkler grau-braun mit helleren Binden. Der Schwanz ist bräunlich-grau mit nicht sehr hervorstehenden helleren Binden. Ihre Anzahl ist geringer als bei der Madagaskar-Zwergohreule. Der Gesichtsschleier ist grau-braun mit einem ziemlich unauffälligen dunklen Rand. Die Augenbrauen sind weißlich. Die Kehle ist weißlich mit einer hervorstehenden dunklen Strichelung und Bänderung. Die kurzen Ohrbüschel sind hell und dunkel grau-braun meliert. Die Unterseite ist bräunlicher als die Oberseite mit schwärzlichen Schaftstreifen sowie weißen und dunklen Wurmlinien. Die Beine sind bis zum Fußwurzelgelenk stark befiedert. Die Augen sind gelb. Der Schnabel ist grau-hornfarben. Die Zehen sind hell grau-braun, die Klauen sind dunkel-graubraun.

## Lautäußerungen
Der Ruf erinnert an den Ruf der Madagaskar-Zwergohreule; die einzelnen „woohp-wooph“-Töne sind jedoch länger, haben einen einheitlichen Abstand und werden in deutlich längeren Intervallen wiedergegeben.

## Lebensraum
Die Mayotte-Zwergohreule ist offenbar standorttreu und bewohnt immergrüner Wälder.

## Lebensweise
Über die Lebensweise der Mayotte-Zwergohreule ist nur wenig bekannt. Sie ist nachtaktiv. Wie die Madagaskar-Zwergohreule ernährt sie sich vermutlich von Insekten und kleinen Wirbeltieren. Ihre Brutbiologie ist nicht erforscht.

## Bestand und Gefährdung
Über die Bestandsentwicklung ist nichts bekannt. Sie scheint in ihrem eng begrenztem Verbreitungsgebiet weit verbreitet zu sein und wird daher von der IUCN als nicht gefährdet klassifiziert. Wenn die Entwaldung auf Mayotte noch weiter voranschreitet, könnte sie jedoch in Zukunft den Bestand dieser Art gefährden.